# Costruzione di Poinsot
La costruzione di Poinsot, dal nome del matematico e fisico francese Louis Poinsot, è un metodo geometrico per descrivere la dinamica rotazionale di un corpo rigido in assenza di momenti esterni. Tale costruzione evidenzia l'analogia tra la rotazione fisica del corpo in esame e quella di un ellissoide che rotola senza strisciare su una superficie tangente.

## L'ellissoide di Poinsot
L'ellissoide d'inerzia di un corpo rigido può essere scritto attraverso la forma quadratica
{\displaystyle \mathbf {x} {\bar {I}}\mathbf {x} }
dove {\displaystyle {\bar {I}}} è il tensore d'inerzia del corpo.
Si consideri ora un piano {\displaystyle \pi } tangente all'ellissoide.
L'energia cinetica rotazionale, anch'essa conservata, può essere invece scritta nella seguente maniera:
{\displaystyle 2E=\mathbf {\Omega } I\mathbf {\Omega } }
dove {\displaystyle \mathbf {\Omega } } è la velocità angolare di rotazione del corpo.
Confrontando le due espressioni, si ottiene
{\displaystyle \mathbf {x} ={\frac {\Omega }{\sqrt {2E}}}}
Inoltre, {\displaystyle \pi } è ortogonale al vettore momento angolare del corpo. Infatti
{\displaystyle \nabla (\mathbf {x} I\mathbf {x} )=2I\mathbf {x} ={\frac {2\mathbf {{\bar {I}}\mathbf {\Omega } } }{\sqrt {2E}}}={\frac {{\sqrt {2}}\mathbf {L} }{\sqrt {E}}}}
dove si è fatto uso della ben nota relazione {\displaystyle \mathbf {L} ={\bar {I}}\mathbf {\Omega } }.
Dunque, essendo il gradiente dell'ellissoide normale al piano tangente nel punto {\displaystyle \mathbf {x} } e parallelo al momento angolare, segue che {\displaystyle \mathbf {L} } è ortogonale a {\displaystyle \pi }.
Ora, la distanza {\displaystyle h} del centro di massa dal piano tangente è uguale alla proiezione della distanza tra il centro e il punto di tangenza lungo il vettore momento angolare ed è quindi data dal prodotto scalare
{\displaystyle h=\mathbf {x} \cdot \mathbf {\hat {L}} ={\frac {\mathbf {\Omega } \cdot \mathbf {L} }{L{\sqrt {2E}}}}={\frac {2\mathbf {L} }{\sqrt {2E}}}}
In virtù della conservazione dell'energia e del momento angolare, tale quantità rimane costante durante il moto, quando il piano {\displaystyle \pi } è fisso.
Infine, il punto di tangenza si trova sull'asse di rotazione, quindi ha velocità nulla. Pertanto l'ellissoide rotola senza strisciare.
Le curve descritte dal punto di tangenza sull'ellissoide e sul piano possono essere utilizzate per parametrizzare la dinamica del corpo rigido. In particolare, il moto può essere descritto da due coordinate curvilinee associate a tali traiettorie.
Il moto è periodico se l'angolo descritto dal punto di tangenza sul piano nel tempo necessario a compiere un intero giro dell'ellissoide è commensurabile con {\displaystyle 2\pi }

## Costruzione dell'ellissoide
Consideriamo un punto {\displaystyle O} qualsiasi all'interno di un corpo rigido e assumiamo un sistema di riferimento con tre assi ({\displaystyle x,y,z}) in {\displaystyle O}, solidali al corpo.
Il versore {\displaystyle \mathbf {\hat {u}} } dell'asse di rotazione si ottiene
{\displaystyle \mathbf {\hat {u}} =\alpha \mathbf {\hat {i}} +\beta \mathbf {\hat {j}} +\gamma \mathbf {\hat {k}} }
dove {\displaystyle \alpha ,\beta ,\gamma } sono i coseni direttori dell'asse.
Prendiamo un punto {\displaystyle \mathbf {P_{i}} } del corpo distante {\displaystyle |\mathbf {r_{i}} |} da {\displaystyle O}
{\displaystyle \mathbf {OP_{i}} =\mathbf {r_{i}} =x_{i}\mathbf {\hat {i}} +y_{i}\mathbf {\hat {j}} +z_{i}\mathbf {\hat {k}} }
e consideriamo la sua distanza {\displaystyle R_{i}} dall'asse di rotazione
{\displaystyle R_{i}=|\mathbf {\hat {u}} \times \mathbf {r_{i}} |=(\beta z_{i}-\gamma y_{i})\mathbf {\hat {i}} +(\gamma x_{i}-\alpha z_{i})\mathbf {\hat {j}} +(\alpha y_{i}-\beta x_{i})\mathbf {\hat {k}} }
Allora il momento di inerzia {\displaystyle I} del corpo rispetto all'asse di rotazione sarà
{\displaystyle I=\sum _{i=1}^{n}m_{i}{R_{i}}^{2}=\sum _{i=1}^{n}m_{i}(\mathbf {\hat {u}} \times \mathbf {r_{i}} )^{2}}
{\displaystyle I=I_{x}\alpha ^{2}+I_{y}\beta ^{2}+I_{z}\gamma ^{2}-2I_{xy}\alpha \beta -2I_{yz}\beta \gamma -2I_{zx}\gamma \alpha }
dove
| {\displaystyle I_{x}=\sum _{n=1}^{n}m_{i}(y_{i}^{2}+z_{i}^{2})} | ; | {\displaystyle I_{y}=\sum _{n=1}^{n}m_{i}(x_{i}^{2}+z_{i}^{2})} | ; | {\displaystyle I_{z}=\sum _{n=1}^{n}m_{i}(x_{i}^{2}+y_{i}^{2})} |

sono, rispettivamente, i momenti di inerzia rispetto all'asse {\displaystyle x} , {\displaystyle y} e {\displaystyle z}; mentre
| {\displaystyle I_{xy}=\sum _{i=1}^{n}m_{i}x_{i}y_{i}} | ; | {\displaystyle I_{yz}=\sum _{i=1}^{n}m_{i}y_{i}z_{i}} | ; | {\displaystyle I_{zx}=\sum _{i=1}^{n}m_{i}z_{i}x_{i}} |

vengono detti prodotti di inerzia.
Adesso consideriamo la distanza {\displaystyle d={\frac {1}{\sqrt {I}}}} sull'asse di rotazione, le coordinate saranno date da
| {\displaystyle x={\frac {\alpha }{\sqrt {I}}}} | ; | {\displaystyle y={\frac {\beta }{\sqrt {I}}}} | ; | {\displaystyle z={\frac {\gamma }{\sqrt {I}}}} |

Andando a sostituire le coordinate nel momento di inerzia otteniamo come risultato finale
{\displaystyle I_{x}x^{2}+I_{y}y^{2}+I_{z}z^{2}-2I_{xy}xy-2I_{yz}yz-2I_{zx}zx=1}
che corrisponde a un ellissoide nello spazio, con centro nel punto {\displaystyle O}.
Grazie a questo ellissoide è possibile calcolare il momento di inerzia di un qualsiasi asse di rotazione rispetto a un punto {\displaystyle O} del corpo, indipendentemente dalla forma o dalla distribuzione della massa. Prendendo la retta di un asse di rotazione passante per {\displaystyle O} e calcolando la distanza da {\displaystyle O} all'intersezione con la conica otteniamo {\displaystyle {\frac {1}{\sqrt {\bar {I}}}}}, dove {\displaystyle {\bar {I}}} sarà proprio il momento di inerzia per quell'asse.